# Lynndie England
Lynndie Rana England (Ashland, Estados Unidos; 8 de noviembre de 1982) es una exsoldado de reserva del Ejército de los Estados Unidos y criminal de guerra que sirvió a la Compañía 372 de la Policía Militar. Fue una de los once militares condenados en 2005 por las cortes marciales del ejército en relación con el abuso y tortura de prisioneros en la prisión de Abu Ghraib en Bagdad durante la ocupación de Irak. Los demás en ser procesados junto con England fueron el sargento mayor Ivan Frederick, el especialista Charles Graner, el sargento Javal Davis, la reservista Megan Ambuhl, la reservista Sabrina Harman y el soldado Jeremy Sivits.